# Championnat du Salvador de football 1966-1967
Navigation
Saison précédente Saison suivante
La Primera División 1966-1967 est la dix-septième édition de la première division salvadorienne.
Lors de ce tournoi, le Alianza FC a conservé son titre de champion du Salvador face aux neuf meilleurs clubs salvadoriens.
Chacun des dix clubs participant était confronté quatre fois aux neuf autres équipes.
Seulement une place était qualificative pour la Coupe des champions de la CONCACAF.

## Les 10 clubs participants
| \| San Salvador : Alianza FC CD Atlético Marte Sonsonate : CD Juventud Olímpica CD Sonsonate Adler San Nicolas CD Águila San Salvador Atlante San Alejo Club Deportivo FAS Sonsonate San Salvador Once Municipal Sonsonate Universidad Barrios \| Localisation des clubs engagés dans le championnat. |
| San Salvador : Alianza FC CD Atlético Marte Sonsonate : CD Juventud Olímpica CD Sonsonate Adler San Nicolas CD Águila San Salvador Atlante San Alejo Club Deportivo FAS Sonsonate San Salvador Once Municipal Sonsonate Universidad Barrios                                                           |

| Club                        | Stade                        | Capacité          | Ville          |
| Adler San Nicolas           | Stade inconnu                | Capacité inconnue | San Nicolas    |
| CD Águila                   | Stade Juan Francisco Barraza | 10 000            | San Miguel     |
| Alianza FC                  | Stade Cuscatlán              | 45 925            | San Salvador   |
| Atlante San Alejo (en)      | Stade inconnu                | Capacité inconnue | San Alejo      |
| Club Deportivo FAS          | Stade Oscar Quiteño          | 15 000            | Santa Ana      |
| CD Juventud Olímpica        | Stade Ana Mercedez           | 8 000             | Sonsonate      |
| CD Atlético Marte           | Stade Cuscatlán              | 45 925            | San Salvador   |
| Once Municipal              | Stade Simeón Magaña          | 5 000             | Ahuachapán     |
| CD Sonsonate                | Stade Anna Mercedes Campos   | 8 000             | Sonsonate      |
| Universidad Gerardo Barrios | Complejo Deportivo España    | Capacité inconnue | Ciudad Barrios |

## Compétition
Les dix équipes affrontent à quatre reprises les neuf autres équipes selon un calendrier tiré aléatoirement.
Le classement est établi sur l'ancien barème de points (victoire à 2 points, match nul à 1, défaite à 0).
Le départage final se fait selon les critères suivants :
- Le nombre de points.
- Un match d'appui pour départager les équipes si le titre ou la relégation est en jeu.
- La différence de buts générale.

### Classement
| Rang | Équipe                      | Pts | J  | G  | N  | P  | Bp | Bc | Diff |
| ---- | --------------------------- | --- | -- | -- | -- | -- | -- | -- | ---- |
| 1    | Alianza FC (T)              | 48  | 36 | 18 | 12 | 6  | 66 | 37 | +29  |
| 2    | CD Águila                   | 43  | 36 | 16 | 11 | 9  | 53 | 44 | +9   |
| 3    | Once Municipal              | 40  | 36 | 12 | 16 | 8  | 56 | 40 | +16  |
| 4    | CD Atlético Marte           | 40  | 36 | 15 | 10 | 11 | 62 | 49 | +13  |
| 5    | Club Deportivo FAS          | 38  | 36 | 14 | 10 | 12 | 63 | 55 | +8   |
| 6    | Universidad Gerardo Barrios | 38  | 36 | 12 | 14 | 10 | 52 | 48 | +4   |
| 7    | CD Juventud Olímpica        | 34  | 36 | 11 | 12 | 13 | 43 | 47 | -4   |
| 8    | Adler San Nicolas           | 31  | 36 | 12 | 7  | 17 | 55 | 58 | -3   |
| 9    | CD Sonsonate (P)            | 30  | 36 | 10 | 10 | 16 | 51 | 66 | -15  |
| 10   | Atlante San Alejo (en)      | 18  | 36 | 7  | 4  | 25 | 38 | 95 | -57  |

| Légende : Qualifications et relégations | Légende : Qualifications et relégations                             |
| --------------------------------------- | ------------------------------------------------------------------- |
|                                         | Coupe des champions de la CONCACAF 1968 (1er Tour de qualification) |
|                                         | Relégué en Segunda División                                         |
|                                         | (T) : Tenant du titre (P) : Promu de la saison 1965-1966            |

## Bilan du tournoi
| Tableau d'Honneur          |            |
| Compétition                | Vainqueur  |
| Primera División 1966-1967 | Alianza FC |

| Qualifications continentales 1967-1968 |            |
| Coupe des champions de la CONCACAF     | Qualifiés  |
| Premier tour de qualification          | Alianza FC |

| Promotions et relégations   |                        |
| Relégué en Segunda División | Atlante San Alejo (en) |
| Promu de Segunda División   | CD Luis Ángel Firpo    |